# Hägar der Schreckliche

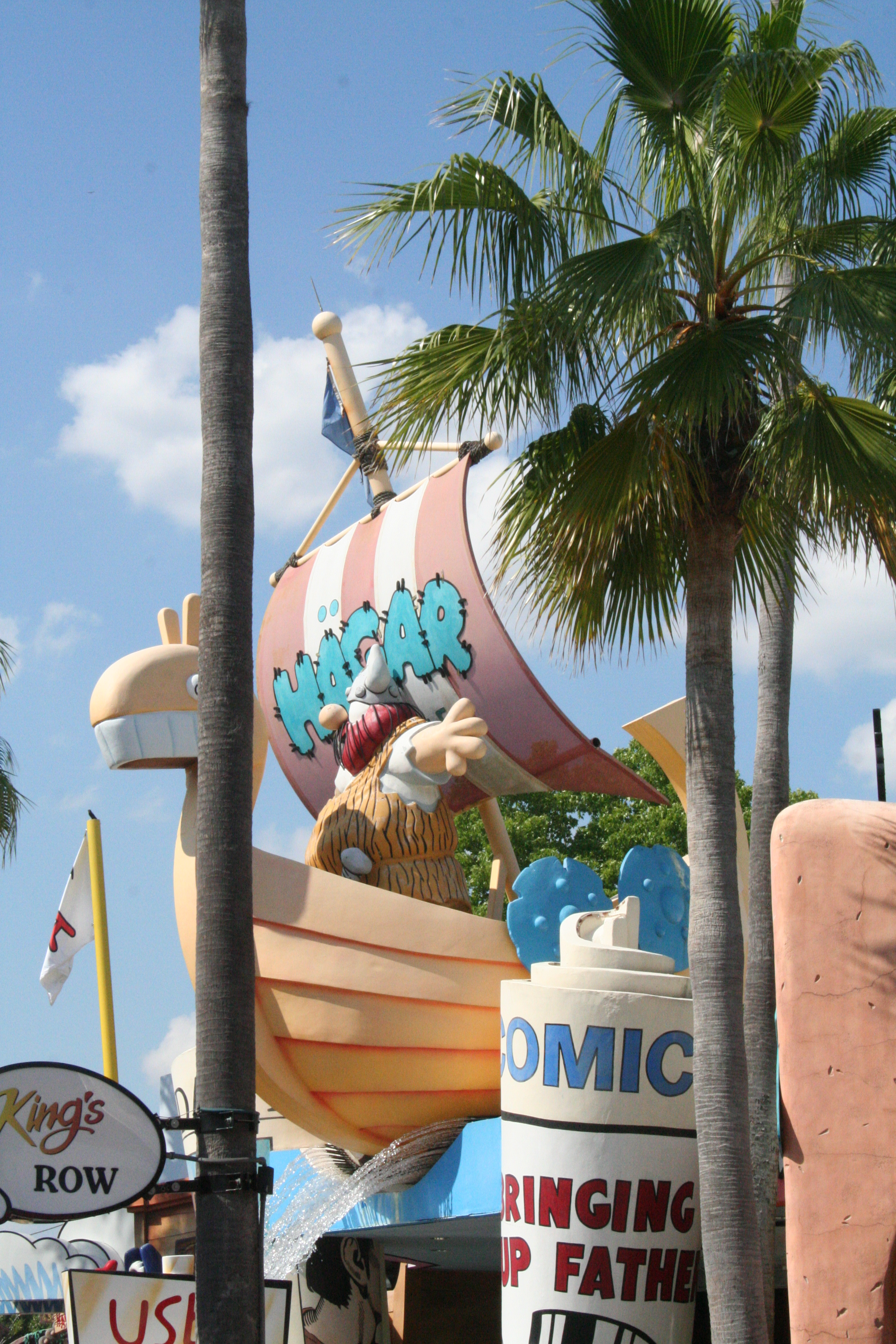
Hägar als Werbefigur

Hägar der Schreckliche (englisch Hägar the Horrible) ist ein Comicstrip, der 1973 von Dik Browne geschaffen wurde und ab 1988 bis 2018 von dessen Sohn Chris Browne fortgeführt wurde. Als Chris Browne aus gesundheitlichen Gründen aufhörte, wurde die Arbeit von einem Team weitergeführt.
Im Mittelpunkt steht der Wikinger Hägar mit seiner Familie. Berufsbedingt muss er „schrecklich“ sein, ist aber im Grunde ein patenter Kerl mit diversen Macken. Mit Hilfe gezielter Überspitzungen und Running Gags werden sowohl das „finstere“ Mittelalter als auch die Gegenwart persifliert.
Der Comic erscheint in mehr als 1900 Zeitungen in 58 Ländern in 13 Sprachen. In den 1980er Jahren gab es auch eine lateinische Edition mit dem Titel Haegar Terribilis.

## Hauptfiguren
Hägar der Schreckliche
Er ist der Anführer einer Gruppe von Wikingern, die sich regelmäßig auf Eroberungszüge begibt, vorzugsweise nach England. Hägar gilt als gefürchteter Eroberer, zeigt sich zuhause aber als treusorgender Familienvater, dessen Geschäft eben zufällig das Plündern und Brandschatzen ist. Er schätzt reichliches und gutes Essen und verbringt viel Zeit in seiner Stammkneipe. In puncto Hausarbeit ist er eher zurückhaltend. Darüber hinaus mag er es nicht, wenn seine Schwiegermutter zu Besuch ist. Er hat einen roten Bart und trägt ein Bärenfell und einen gehörnten Helm. Seine Familie bewohnt meist ein einfaches Haus, manchmal dient auch ein Schloss als Domizil. In einem Strip wird erwähnt, dass das Heimatdorf von Hägar und seiner Mannschaft Gog heißt, ansonsten erfährt der Leser nur, dass sie in Norwegen leben.
 Helga
Helga ist Hägars Frau. Mag er auch die Welt in Angst erzittern lassen, zuhause hat die sarkastische Helga die Hosen an. Helga wünscht sich in einigen Strips, dass Hägar ihr von seinen Raubzügen Dinge mitbringt, meist aus England oder Paris. Zudem kann sie es nicht leiden, wenn Hägar zu spät aus der Kneipe nach Hause kommt. Als Strafe bekommt er dann meist Leber serviert oder sie bewacht mit einem Nudelholz die Haustür. Helga hat blonde Zöpfe und trägt meist ein dunkles Kleid und ebenfalls einen Hörnerhelm.
 Honi
Honi ist die Tochter von Helga und Hägar. Vor allem ihre Mutter hofft, dass Honi bald heiratet, immerhin ist sie schon 16 Jahre alt. Helga gibt ihr alle möglichen Tipps, um Hausfrau zu werden, denn sie möchte nicht, dass Honi Kriegerin wird, obwohl sich Honis Fähigkeiten als Köchin sehr in Grenzen halten. Aber Honi kann sich einfach nicht entscheiden, ob sie eine Kriegerin sein oder heiraten will. Hin und wieder ist sie mit Schild und Schwert unterwegs und einmal hat sie ihren Vater sogar auf einer Reise begleitet. Wie ihre Mutter hat sie blonde Haare, trägt jedoch einen Helm mit Flügeln und ein Metallkleid, dessen Oberteil wie eine Rüstung ohne Ärmel und dessen Rock aus Kettenhemdringen gearbeitet ist.
 Hamlet
Hamlet ist der Sohn von Helga und Hägar. Der intelligente Junge trägt zwar die gleichen Kleider wie sein Vater, ist aber deutlich schmächtiger und schätzt ein gutes Buch mehr als Raufereien, was sein Vater nicht so recht verstehen kann. Seine Eltern sagen ihm, sein Name komme von einem berühmten Verwandten, einem gewissen dänischen Prinzen Hamlet, in Wirklichkeit wurde er aber so genannt, weil er als Baby wie ein Hammelkotelett aussah. Hamlet ist sehr respektvoll, hadert gelegentlich aber mit dem Schicksal, dass er ausgerechnet ins finstere Mittelalter geboren werden musste.
 Sven Glückspilz
Sven Glückspilz (im Original Eddie bzw. Lucky Eddie) ist die rechte Hand und der beste Freund von Hägar. Seine Aufgabe ist es, neben Hägar den eher ruhigen Gegenpol darzustellen. Sven Glückspilz ist nicht gerade der Schlaueste, dafür aber sehr freundlich – nicht unbedingt die besten Voraussetzungen für einen Wikinger. Seinem Spitznamen macht er keine Ehre, er ist ein notorischer Pechvogel. Sein Erscheinen im Comicstrip stand unter keinem guten Stern. Er absolvierte seinen ersten Auftritt als menschliches Tiefenlot auf Hägars Boot. Sein richtiger Name ist Zampano Zufall. Er hat bei Frauen kein gutes Händchen, doch dafür bei Meerjungfrauen, zudem kann er als Einziger aus Hägars Mannschaft lesen und schreiben. Meist trägt er einen kuttenartigen Kittel und einen Helm, der aussieht wie ein umgedrehter Trichter, weshalb Hägar diesen auch manchmal zweckentfremdet. Sven ist auch der Koch von Hägars Truppe, häufig sind seine Mahlzeiten aber eine ungenießbare Pampe und werden daher bewusst ausgelassen.
 Dr. Zook
Dr. Zook ist Allgemeinmediziner und Hägars Hausarzt, der immer etwas eigenartige Tränke und Medizin braut und eine Vorliebe für den Okkultismus besitzt. Mit Ausnahme der Nase ist von seinem Gesicht im Comic so gut wie nie etwas zu sehen, weil er stets eine Kapuze trägt. Er ähnelt daher etwas einem Henker oder dem Sensenmann. Die wenigen Strips, in denen man mehr als seine Nase sieht, lassen jedoch erahnen, dass er noch recht jung ist. Die anderen Ärzte bezeichnet er als „Quacksalber“. Neben seinem Beruf hat er, wie viele Ärzte, Golfsport als Hobby. Im ersten Teil „Hägar der Schreckliche“ hieß er noch Dr. Met. Dr. Zook hat einen sehr gewöhnungsbedürftigen Humor und eine lausige Handschrift. Eine Zeitlang ist er der Adoptivvater eines verwaisten Drachenbabys.
 Snert
Snert ist der Hund Hägars. Wie sein Herr trägt er einen Helm und ist ähnlich faul.

## Filme
- Anlässlich des Todes von Dik Browne wurde 1989 ein 25-minütiger Zeichentrickfilm mit dem Titel Hägar, der Schreckliche produziert und später als Video veröffentlicht.
- In den 1980er Jahren wurden Hägar-Werbespots für die Biermarke Skol in Großbritannien produziert.[2]

## Computerspiele
- 1991 für Commodore Amiga (Kingsoft)
- 1992 für Commodore C64 (Kingsoft)

## Auszeichnung
Dik Browne erhielt mit Hägar 1984 den Max-und-Moritz-Preis als bester internationaler Comic-Strip-Künstler.